# Kristian Köchy
Kristian Köchy (* 4. April 1961 in Wolfenbüttel) ist Professor für Theoretische Philosophie an der Universität Kassel und Experte für Bioethik.

## Leben
Kristian Köchy studierte von 1981 bis 1988 Biologie an der Technischen Universität Braunschweig und schloss den Studiengang mit dem Diplom zum Thema Morphologie des Nervensystems der Gottesanbeterin ab. Anschließend studierte er dort bis 1992 Philosophie und promovierte 1991 im Fach Biologie, mit Entwicklung und Neuroethologie des Abwehrverhaltens der Gottesanbeterin. In Philosophie wurde er 1995 von der Universität Dortmund mit der Arbeit zu Ganzheitliche Phänomene und analytische Methoden. Konzepte zur Überwindung des mechanistisch-reduktionistischen Denkens promoviert.
Im Anschluss an sein Studium arbeitete Kristian Köchy als wissenschaftlicher Assistent am Lehrstuhl Technikphilosophie der Universität Dortmund. 2000 erfolgte die Habilitation zum Thema Perspektiven des Organischen im Fach Philosophie und seit 2001 arbeitete er als wissenschaftlicher Assistent und Koordinator der Interdisziplinären Arbeitsgruppe Gentechnologiebericht der Berlin-Brandenburgischen Akademie der Wissenschaften in Berlin. Im Sommersemester 2001 und im Sommersemester 2002 vertrat Kristian Köchy den Lehrstuhl Wissenschaftstheorie der Naturwissenschaften und Naturphilosophie von Michael Heidelberger an der Humboldt-Universität zu Berlin. Im Wintersemester 2002/2003 ging er dann als Gastprofessor für Bioethik an den Fachbereich Biotechnologie der Fachhochschule Lausitz.
Im Jahr 2003 nahm Kristian Köchy den Ruf für die Professur Theoretische Philosophie an der Universität Kassel an und startete diese mit einer kommissarischen Vertretung ab dem 1. April 2003.
Die Schwerpunkte seiner Forschung und Lehre sind Wissenschaftsphilosophie, Naturphilosophie, Erkenntnistheorie und Metaphysik. Seine Spezialgebiete dabei sind Biophilosophie, Bioethik und die Philosophie des Organischen. Er ist Mitglied der interdisziplinären Forschungsgruppe “AG Natur begreifen – Natur schützen” an der Forschungsstätte der Evangelischen Studiengemeinschaft in Heidelberg.

## Werke (Auswahl)

### Biologie
- K. Köchy: Neuroanatomische Untersuchungen des thorakalen Nervensystems der Gottesanbeterin Tenodera aridifolia sinensis. Diplomarbeit an der TU Braunschweig, Braunschweig 1988.
- K. Köchy: Untersuchungen zum Abwehrverhalten von Gottesanbeterinnen (Insecta, Mantodea) unter besonderer Berücksichtigung der Postembryonalentwicklung. biol. Diss. an der TU Braunschweig. Braunschweig 1991.
- K. Köchy, F. Hucho, A. Bosse, W. van den Daele (Hrsg.): Gentechnologie als Wirtschaftsfaktor – Definitionen und Bewertungskriterien. Spektrum akademischer Verlag, Heidelberg / Berlin 2002.
- F. Hucho, K. Köchy (Hrsg.): Materialien für einen Gentechnologiebericht. Grundlagenforschung – Medizinische Anwendung – Ökonomische Bedeutung. Heidelberg / Berlin, Spektrum akademischer Verlag 2003.

### Philosophie
- Kristian Köchy: Ganzheit und Wissenschaft. Das historische Fallbeispiel der romantischen Naturforschung. Königshausen & Neumann, Würzburg 1997.
- R. Elm, Kristian Köchy, M. Meyer (Hrsg.): Hermeneutik des Lebens. Potentiale des Lebensbegriffs in der Krise der Moderne. Alber, Freiburg / München 1999.
- Kristian Köchy: Philosophische Grundlagenreflexion in der Bioethik. In: H.-M. Sass, H. Viefhues, M. Zenz (Hrsg.): Medizinethische Materialien. Zentrum für Medizinische Ethik, Heft 135, 2002.
- Kristian Köchy: Perspektiven des Organischen. Biophilosophie zwischen Natur- und Wissenschaftsphilosophie. Schöningh, Paderborn u. a. 2003
- Kristian Köchy: Biophilosophie. zur Einführung. Junius, Hamburg 2008.
- Kristian Köchy, Martin Böhnert, Matthias Wunsch (Hrsg.): Philosophie der Tierforschung. Drei Bände. Alber, Freiburg / München 2016–2018.
- Kristian Köchy: Beseelte Tiere. Umwelten und Netzwerke der Tierpsychologie. J.B. Metzler, Heidelberg 2022.